# 指紋

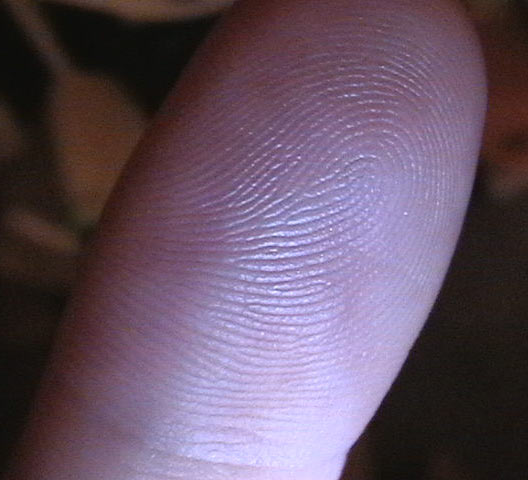
手指の表皮にある指紋 蹄状紋が読み取れる

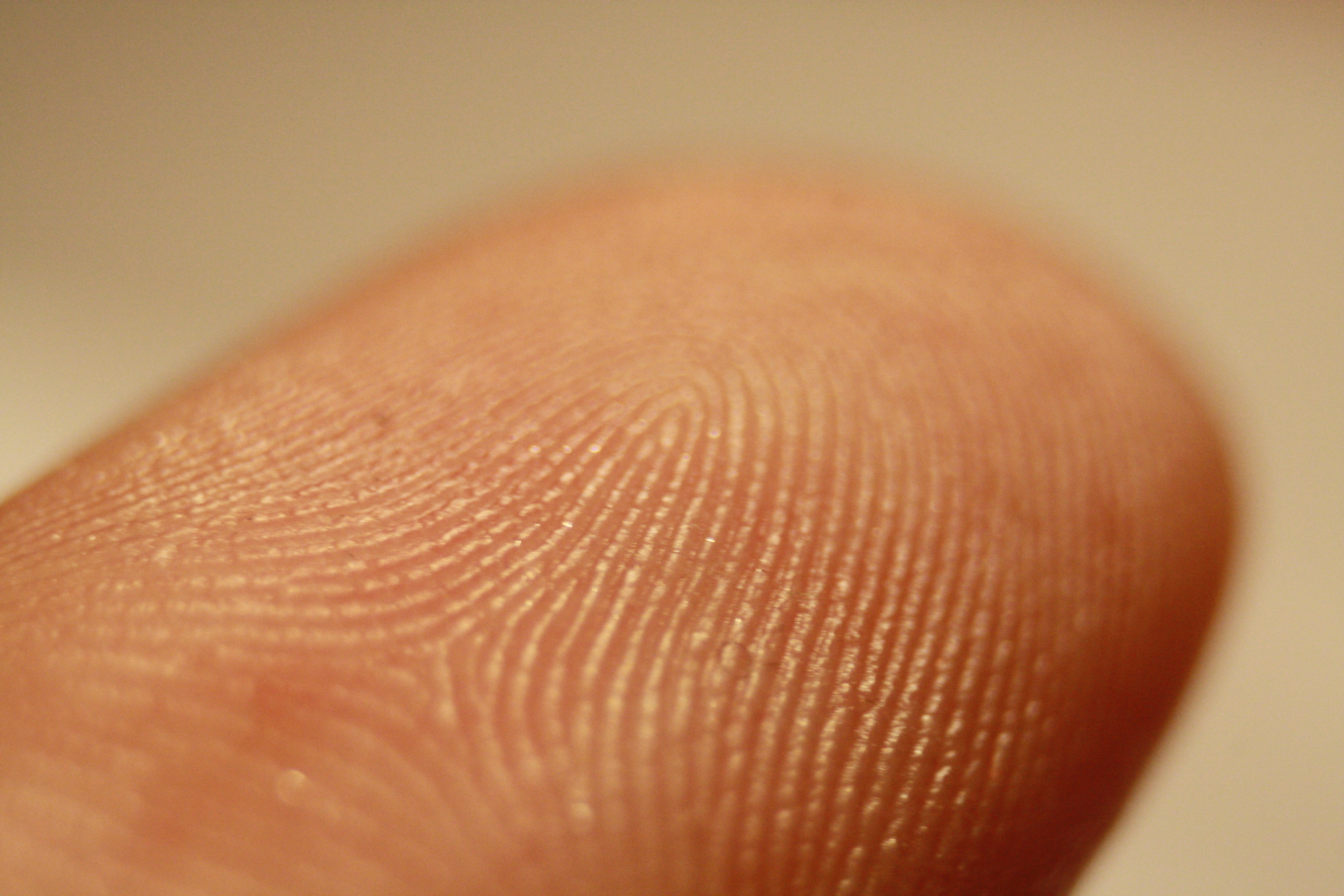

指紋（しもん、英語: Fingerprint）とは、指先（指腹部・指の腹）にある紋様。

## 概要
指紋の形状は人によって全て異なり、終生不変という特徴を持つと言われている。また、掌紋や足紋（足の裏の紋様）も同様の特性を持っており、これらを総称して皮膚紋理と呼ぶ。
遺伝子が同じ一卵性双生児同士であっても指紋は異なるが指紋の特徴は遺伝するものであり、人種や地域毎に紋様の出現比率が異なる。日本人の中で最も多く見られる紋様は渦状紋である。
遺伝病である先天性指紋欠如疾患や、ネーゲリ症候群、網状色素性皮膚症等の発症者は指紋が無いという特徴を持つ。歌舞伎症候群の発症者は蹄状紋増加等特徴的な指紋を有する。
台湾では5世代に亘って先天的に両手両足の指紋が無い一族が発見された。ただし刑事局は溝が浅く肉眼では見えないだけで識別器では判別できるとしている。
個々人で紋様が異なるという特徴から指紋は犯罪捜査や個人認証として利用されている。日本では1908年（明治41年）の司法官僚である平沼騏一郎の報告書に基づいて、1911年（明治44年）に警視庁が指紋制度を採用した。

## 種類

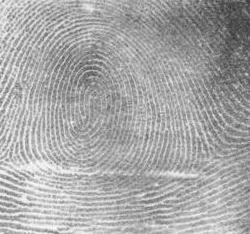
渦状紋
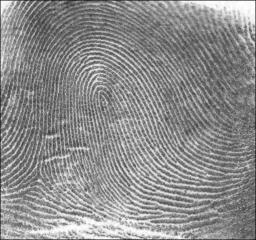
蹄状紋
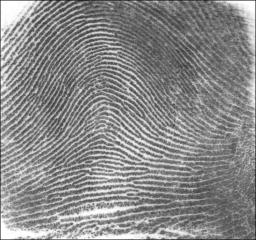
弓状紋

渦状紋
円形または渦巻状の線で構成されている指紋。日本人の約5割が渦状紋といわれる。
蹄状紋
右、もしくは左どちらかの方向に蹄の形をして流れている指紋。日本人の約4割が蹄状紋といわれる。
右蹄状紋
左蹄状紋
弓状紋
弓やりになった線のみで構成されている指紋。一側より他方に向かい、逆流することがない。日本人には少ない。弓状紋はさらに次のように分類される。
単純弓状紋
突起弓状紋
変体紋前記のいずれの分類にも属さない指紋。上下に流れる線で形作られているものや、点または短い線だけで形作られているもの等、極めて珍しい。いわゆる"指紋がない"指紋もこの種類に分類される。
- 渦状紋
- 蹄状紋
- 弓状紋

## 研究と利用の歴史
イギリスの医者、植物学者、顕微鏡学者ネヘミア・グルーは1684年に指と手のひらの溝構造に関する最初の論文を発表した。1685年にはオランダの解剖学者ゴバルト・ビドローとイタリアの医者マルチェロ・マルピーギは溝構造の解剖学的特徴に関する本を出版した。1788年にドイツの解剖学者ヨハン・マイヤーは指紋が個人の識別に有用だと指摘した。
1823年にプリスロー大学の解剖学者ヤン・プルキニェは9種の指紋のパターンについて議論したが、個人の識別には言及しなかった。1853年にドイツのゲオルク・フォン・マイスナーは指紋と摩擦の関係について研究した。1880年に天文学者ジョン・ハーシェルの息子ウィリアム・ジェームス・ハーシェルはインド総督府に在籍中に世界で初めて指紋の採取を行った。
イギリス人のヘンリー・フォールズは、1880年にイギリスの科学雑誌ネイチャーに、指紋に関する研究論文を発表した。フォールズは宣教師として1874年に来日し、現在の東京都中央区築地に居を構え、キリスト教の布教を行うと共に健康社（現在の聖路加国際病院）という医院を開設し医療活動に従事した医師でもあった。彼は日本人が拇印を利用して個人の同一性確認を行っている事に興味を持った。
また1877年にモース博士により発見された大森貝塚から出土した数千年前の土器に付着した古代人の指紋が現代人のものと変わらない事に感銘を受け、指紋の研究を始めたといわれている。フォールズの研究は日本滞在中に行われ、発表も日本からイギリスへ論文を発送して行われている。このためフォールズの居住地跡には彼の業績を記念して「指紋研究発祥之地」の記念碑が建てられている。
1892年にフランシス・ゴルトンは指紋の分析と識別に関する詳細な統計モデルを公表し、著書『フィンガープリント』で法科学に使用するよう提唱した。ゴルトンの指紋研究を学んだアルゼンチンの警察官ファン・ブセティッチは初めて犯罪捜査に指紋を利用した。彼はフランシス・ロハスが犯行現場の血痕の中に残した指紋が彼女の物以外ではあり得ないと示し、ロハスは殺人で有罪となった。
1897年にインドで初めて指紋を扱う部局が設置され、指紋が犯罪記録の管理に用いられた。1901年にはこの制度がスコットランドヤードにも持ち込まれ、イングランドとウェールズで指紋を用いた犯罪捜査が始まった。
1908年、日本の監獄局は、全国の監獄に、満期接近の受刑者の指紋を徴取するよう指示した。 1912年、警視庁が指紋採取を行うこととなり、司法省から18万枚の指紋原紙を引き継いだ。
1915年には大阪府下でも犯罪捜査における利用が始まった。1951年7月16日時点で、国家地方警察本部鑑識課が保有する指紋原紙は500万枚を超える数になっていた。
コンピューターを利用した指紋照合の自動化の研究は、1965年にFBIがアメリカ国立標準技術研究所とデジタル画像処理による自動指紋検索システムの開発に着手したのが最初の本格的な試み。1972年にロックウェル・インターナショナルが初のシステム「Finder」をFBIに納入した。日本では1971年に警察庁と日本電気が研究開発に着手し、1982年に最初の実用機を日本の警察庁へ納入し、運用が開始された。

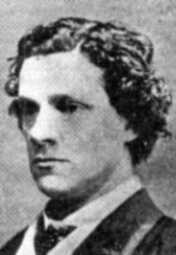
ウィリアム・ジェームス・ハーシェル
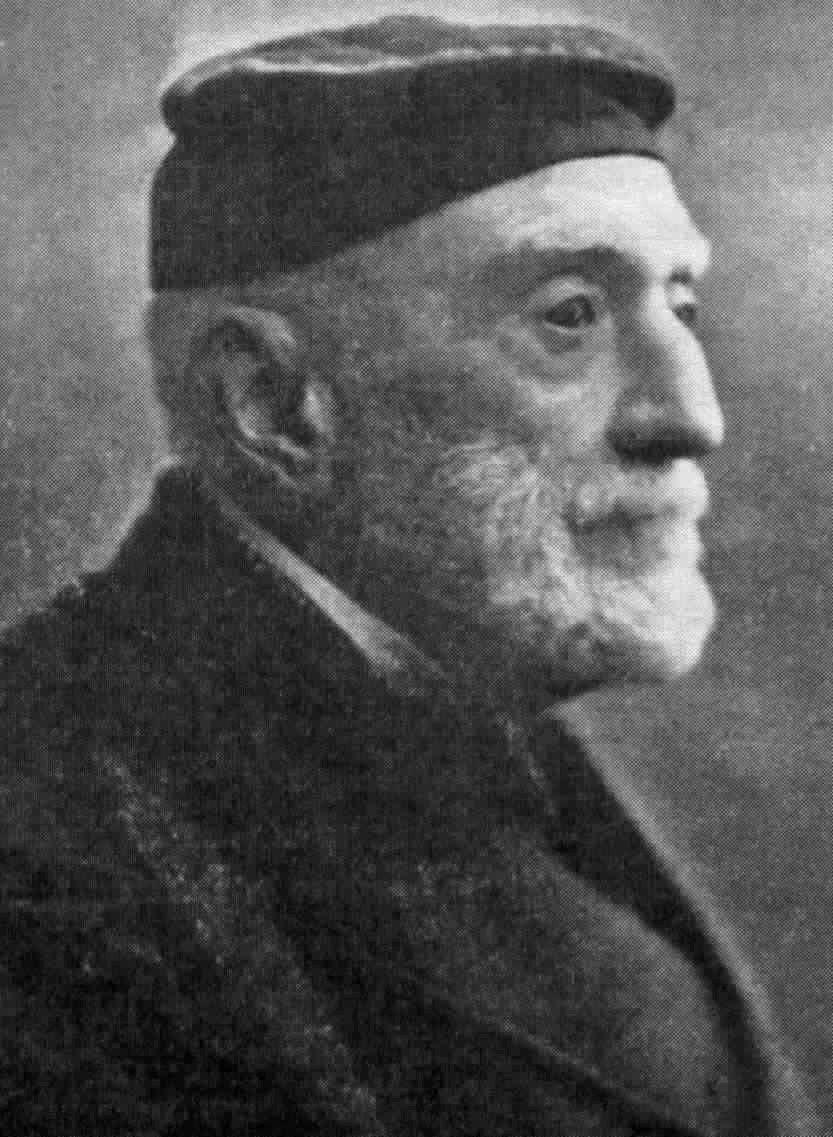
ヘンリー・フォールズ
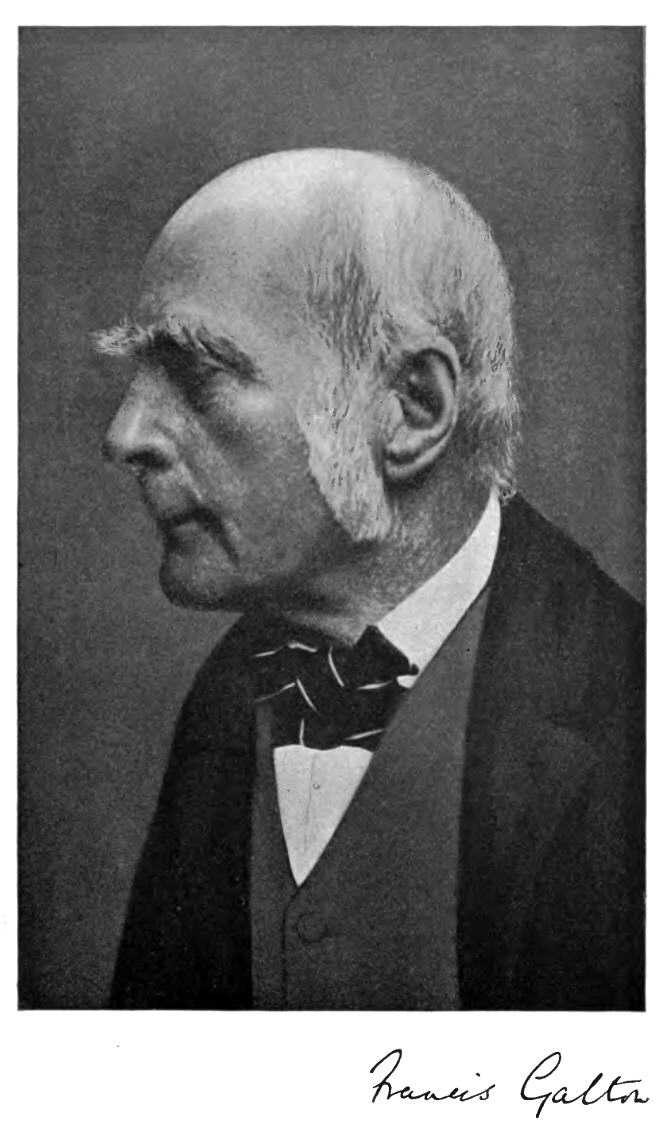
フランシス・ゴルトン

## 採取と照合

### 採取
粉末法では、対象によって様々な成分と色をしたパウダー（粉末）を使う。炭素系のブラックカーボン（白い表面に使う）、チタニウム系のホワイトパウダー、アルニウム系のパウダー（グレイ）、またはそれらの混合である。さらに、磁気系のパウダーや蛍光するもの、スプレータイプのものもある。また、凹凸のある非多孔質表面上からの遺留指紋を検出する為には気化させたシアノアクリレート（接着剤）を利用する。

### 照合（鑑定）方法
比較する資料それぞれの内、まず遺留指掌紋の対象となる指紋中の線が時計回りに見て始まっている点「開始点」と止まっている点「終止点」、線が分かれる点「分岐点」と線が交わる点「接合点」（これらを特徴点という）が鮮明に確認出来る部位を8点以上抽出する。
次に対象者の指掌紋から同じ部位の特徴点を抽出する。その後双方の特徴点の位置と方向を比較して一致点と矛盾する点が無いことの確認をする（なお、特徴点と特徴点の間を横切る隆線の数「リレーション」を加味する事で、より精度の高い鑑定が可能となる）。
刑事事件における、警察庁の判定基準は原則として12点以上の特徴点の一致である（ただし、車輌や対象者の容姿等のビデオ記録や目撃情報がある場合には、これらの証拠との組み合わせにより、12点未満であっても立件するための証拠能力を持つ場合もある）。
近年のバイオメトリクスの発達により、指紋についてより多くのことが知られるようになったが、別人の指紋なのに同一指紋と認識してしまう率（誤受入率）は実測で10万分の1程度ある。

## 利用に伴う問題点
公的機関による指紋採取に関しては人権保護の観点から議論の対象となっている。軍や警察に所属する際には指紋を登録する場合が多い。例えば、日本の自衛隊では、隊員の身分証明書に氏名や生年月日、階級、認識番号などの情報が記載されているほか、顔写真や指紋も付されている。
日本ではかつて外国人登録の際に指紋の押捺・提出が義務付けられており、人権侵害であるとして指紋押捺拒否運動が起こされていた。一方、人権侵害は表向きの理由で、実際には日本における北朝鮮の諜報活動を容易にするためではないかとも疑われていた。その後1980年代から1990年代にかけて指紋押捺の義務は緩和されて行き、1999年には永住者、特別永住者だけでなく全ての外国人に対して撤廃されたが、2007年の出入国管理及び難民認定法により、特別永住者を除く16歳以上の外国人に、J-BISで入国時の指紋押捺と顔写真の撮影が再び義務付けられた。

### 入国審査
アメリカ合衆国はアメリカ同時多発テロ事件以降に安全保障の強化を目的として、入国時における顔写真撮影と指紋採取を義務付けるUS-VISITを導入した。ブラジル政府はこの方針への対抗処置としてアメリカ人観光客に対して指紋採取を求めるなど外交問題に発展した。日本でも2007年11月20日から入国審査で指紋採取・顔写真撮影を義務化するJ-BISが導入された。初日には過去に不法滞在などで強制送還となった人物など5名が入国を認められなかった。
韓国では1968年の北朝鮮の武装工作員らによる青瓦台襲撃未遂事件の後、北朝鮮の諜報部員対策として、外国人は一律十指の指紋を登録する事を義務付けていたが、2003年康錦實（カングムシル）当時法務長官により、人権侵害の恐れがあるとして外国人登録法案の改定が進まれ、2004年に一旦は撤廃された。しかし、テロ対策などから再び法律が改正され、外国人登録の際の指紋登録が復活し、2012年1月1日からアメリカや日本と同様に、入国する全ての17歳以上の外国人に対して指紋採取と顔写真撮影がおこなわれる。
これらの入国審査に際しての指紋採取については、人権団体から批判が集まっている。

## 指紋と技術

### 生体認証
指紋を用いた生体認証の技術は普及が進み、現在ではパソコンなどに接続して用いる各種専用機器や専用の金庫も市販されている。一方で、ゴムなどで指紋を型取りして指紋を偽造する不正・犯罪もある。こうした偽造指の誤認証を防ぐため、汗孔など微細構造まで読み取る指紋センサーが開発されたり、ATMのように高度な安全性が求められる場合は指紋ではなく指静脈で認証したりする取り組みなどが進んでいる。

### 耐指紋・防指紋フィルム
タッチパネルを用いた電子機器においては、指紋の皮脂などが付着して視認性が低下しないようにするため、耐指紋あるいは防指紋の専用フィルムが市販されている。

## 他の動物種の指紋
ゴリラやチンパンジーを含め多くの霊長類に見られるように湿潤な状態で物を掴んだり登ったりするような生活様式を営む動物種は独自に指紋を発達させてきた。オーストラリアに生息するコアラや北米に生息する水棲哺乳動物でありイタチ科イタチ属の一種であるフィッシャーでも指紋が認められる。ある研究によると、ヒトとコアラの指紋は電子顕微鏡を用いても判別が困難であるという。

## 指紋と文化
- 仏陀は足の裏に「瑞祥七相」と称される模様が有り、立った石には模様毎足跡が残るのでこれを模したものが仏足石として信仰されている。親指には「月王相」という永久の幸福を意味する火焔模様、それ以外の4指には「華文相」という仏教の印である卍が刻まれているという。

### 占い
- 手相は指紋の研究以前より個人識別の指標とされ、もっぱら占いに用いられた。
- 指紋で運勢を占う指紋占いという占いがある[24]。

### 創作物に登場する指紋
- 『007 ダイヤモンドは永遠に』
  - Qが開発した指紋シールでジェームズ・ボンドが照合を逃れるシーンが登場する。
- 『こちら葛飾区亀有公園前派出所』の両津勘吉の指紋は四角形で、この世でただ一人の指紋という事になっている（四角い指紋は実在する）。
- 三重渦状紋（さんじゅうかじょうもん）：一つの指紋の中に三つの渦が巻いているという想像上の指紋。江戸川乱歩が推理小説『悪魔の紋章』において創作した。北園龍子という女性の指だけに存在する事になっている。乱歩の影響を受けた次の作品にも登場する。
  - テレビ朝日系『土曜ワイド劇場』江戸川乱歩の美女シリーズ第3作「死刑台の美女」
  - 『怪盗どくろ指紋[25]』横溝正史による昭和15年のジュブナイル短編。タイトルの「どくろ指紋」というのは3つの渦（上に2つ、下に1つの渦）がどくろの目と口に見えるからという物。
  - 深堀骨作『アマチャ・ズルチャ 柴刈天神前風土記』
  - 道満晴明作『魔術師と呼ばれた男』
- 推理小説においても指紋は探偵が犯人を突き止める有力な手がかりとして登場することが多い。最初に指紋を利用した推理小説はマーク・トウェインの『まぬけのウィルソン（The Tragedy of Pudd'nhead Wilson）』（1894年）といわれる。20世紀に入ってからはシャーロック・ホームズものの『ノーウッドの建築業者』（1903年）で現場にあった血の指紋を警察が犯人の証拠と言い出す場面があるなど、同じ指紋が2人といないのが当然な扱いになっている。1907年にはオースティン・フリーマンが指紋偽造を扱った作品『赤い拇指紋』を発表し警察関係者からも注目された。
- 『セブン (映画)』ではビクターの手を切り落としてその指紋で警察にメッセージを残す。さらに犯人は自身の両手の指の皮を全て剥いでいる。

## その他の用法
指の模様以外でも、デジタルの世界で「個人を特定する要素」を指して、指紋という単語が使われることがある。Cookieや位置情報、ブラウザ情報やスマートフォンなどの端末情報などが該当する。
日本語では、この個人を追跡するデジタル情報について、実際の指紋と区別するため、英語で指紋を意味する単語を用いて「フィンガープリント」と呼ぶ事もある。

## 関連書籍
- 橋本一径『指紋論 心霊主義から生体認証まで』青土社、2010年。ISBN 978-4-7917-6496-9。